# Albigenserkreuzzug
Der Albigenserkreuzzug (1209 bis 1229) war ein von Papst Innozenz III. initiierter Kreuzzug gegen die von der katholischen Kirche als ketzerisch betrachtete Glaubensgemeinschaft der Katharer in Okzitanien (Südfrankreich). Die Katharer wurden aufgrund ihres frühen Wirkens in der französischen Stadt Albi auch als Albigenser bezeichnet. Der auch Katharerkreuzzug genannte Kreuzzug leitete den Untergang der Katharer ein und brachte als politisches Ergebnis die Eingliederung Okzitaniens in den Herrschaftsbereich der französischen Krone. Im Unterschied zu anderen Kriegen, die gegen die Katharer und andere christliche Häresien unternommen wurden, besaß nur der Albigenserkreuzzug von 1209 bis 1229 den offiziellen Status eines Kreuzzugs.

## Ursachen
Die Katharer hatten seit der Mitte des 12. Jahrhunderts unter dem Schutz vieler französischer Adeliger in Okzitanien und vor allem in der dortigen Provinz Languedoc eine von der katholischen Kirche als ketzerisch betrachtete Gegenkirche errichtet. Unterstützt wurden die Katharer besonders in der Grafschaft Toulouse unter Graf Raimund VI. Diese Grafschaft umfasste auch das Languedoc und war trotz Lehnshoheit des französischen Königs weitgehend unabhängig. Die französischen Könige, die sich schon zuvor um den Machtausbau ihres Reiches bemüht hatten (vgl. englisches Lehen in Westfrankreich), besaßen großes Interesse an einer Eingliederung Okzitaniens in ihr Königreich. Die Päpste wiederum hatten schon zuvor verschiedene Maßnahmen getroffen, um die katharische Religion einzudämmen; alle Unternehmungen erwiesen sich jedoch als erfolglos. Auch ein vorangegangener Versuch von Papst Innozenz III., den französischen König Philipp II. für ein militärisches Unternehmen zu gewinnen, schlug fehl, da Philipp zu dieser Zeit in Auseinandersetzungen mit dem Heiligen Römischen Reich verwickelt war.
Graf Raimund VI. von Toulouse verweigerte ebenfalls jede Unterstützung und wurde deshalb 1207 exkommuniziert. Nachdem am 14. Januar 1208 der päpstliche Legat Pierre de Castelnau von einem Gefolgsmann des Grafen von Toulouse ermordet worden war, rief Papst Innozenz III. im Herbst desselben Jahres mit den Worten „Voran, Soldaten Christi!“ zum Kreuzzug gegen die Katharer auf. Den teilnehmenden Kreuzfahrern wurde (nach einer Mindestteilnahmedauer von 40 Tagen) die Vergebung der Sündenstrafen (Ablass) in Aussicht gestellt. Die eroberten Gebiete sollten vom Papst an adelige Kreuzzugsteilnehmer als Lehen neu vergeben werden.

## Verlauf

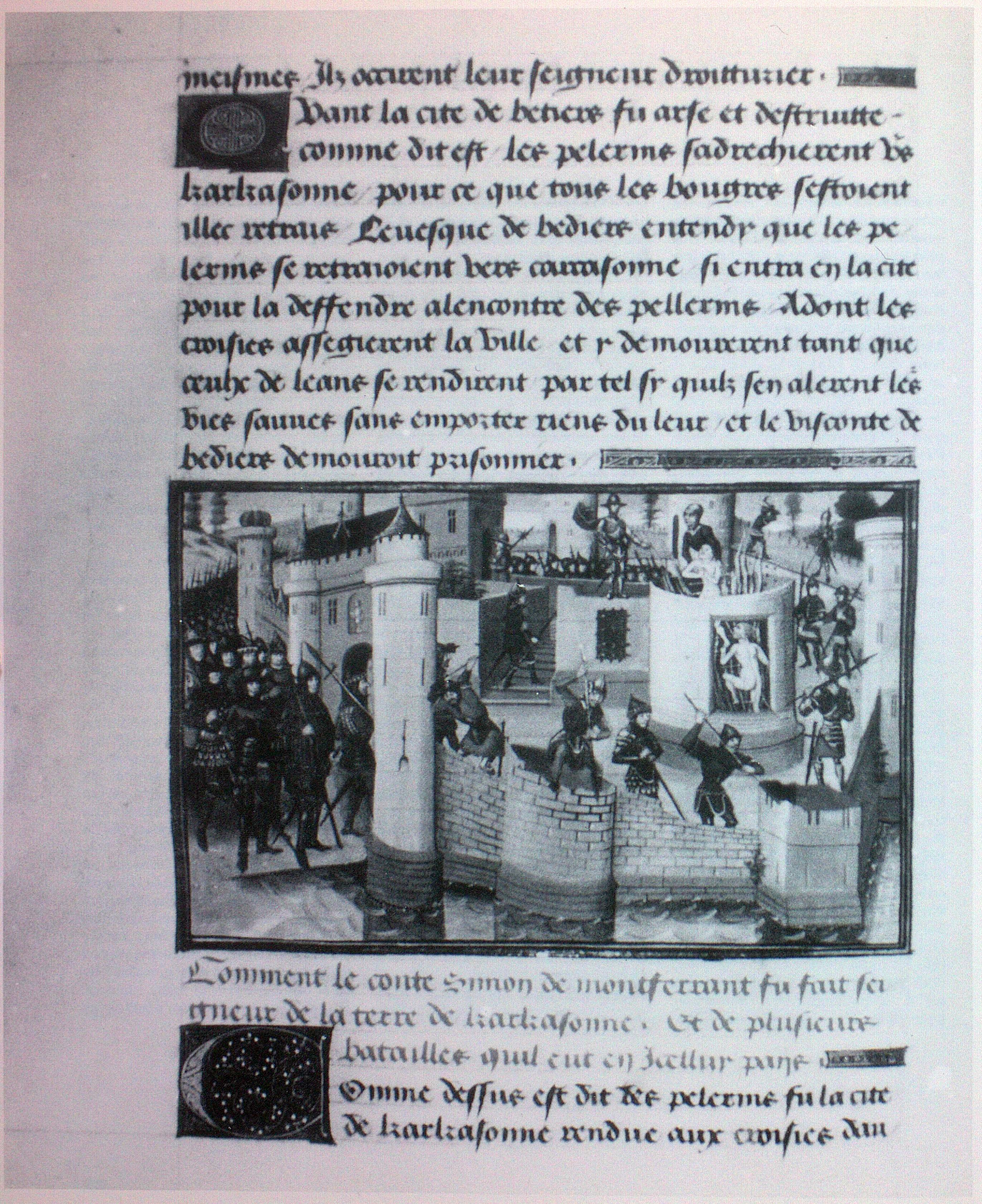
Die Eroberung von Carcassonne. Buchmalerei in einer Handschrift von David Auberts Croniques abregies (Paris, Bibliothèque de l’Arsenal, 5090, fol. 261v, 15. Jahrhundert)

1209 sammelten sich ca. 10.000 Kreuzritter in Lyon. Der Versuch Graf Raimunds VI., das Blatt noch zu wenden, indem er der Kirche seine Loyalität versicherte, wurde abgelehnt. Die militärische Leitung des Kreuzzuges oblag vorerst den päpstlichen Legaten. Die Anzahl der teilnehmenden Kreuzfahrer variierte während des gesamten Unternehmens stark. Die Kreuzfahrer kamen sowohl aus Frankreich als auch aus dem Heiligen Römischen Reich (etwa: Herzog Leopold VI.).
Auf der Seite der Gegner stand ein großer Teil des okzitanischen Adels und, mit ihm eng verflochten, die katharische Kirche. Den eigentlichen Mitgliedern der katharischen Kirche, den sog. Perfecti, war es nicht gestattet, Waffengewalt anzuwenden. Die Verteidigung wurde deshalb von der Belegschaft des Adels, zahlreichen Gläubigen (Credentes) und angeworbenen Söldnern geleistet – die katharische Kirche verfügte über große Geldmittel. Die Bewohner Okzitaniens kämpften jedoch nicht allein für das Katharertum, sondern auch in der Überzeugung, ihre politische und kulturelle Eigenständigkeit (siehe auch: Okzitanische Sprache) verteidigen zu müssen.
Der Kreuzzug wurde mit großer Härte und Grausamkeit geführt. Als erste Stadt wurde Béziers am 22. Juli 1209 eingenommen. Die gesamte Bevölkerung, etwa 20.000 Menschen, selbst wenn sie in Kirchen Schutz gesucht hatte, wurde in einem Massaker getötet. Die Stadt wurde niedergebrannt. Der päpstliche Gesandte, Abt Arnaud Amaury, soll den Kreuzfahrern auf die Frage, wie sie denn die Ketzer von den normalen Bewohnern unterscheiden sollten, geantwortet haben: Tötet sie! Gott kennt die Seinen schon (Caedite eos! Novit enim Dominus qui sunt eius). In Béziers starben somit Katharer wie Katholiken. Männer, Frauen und Kinder wurden gleichermaßen umgebracht. Die Nachricht von dem Blutbad ging schnell um und verbreitete Panik und Angst.

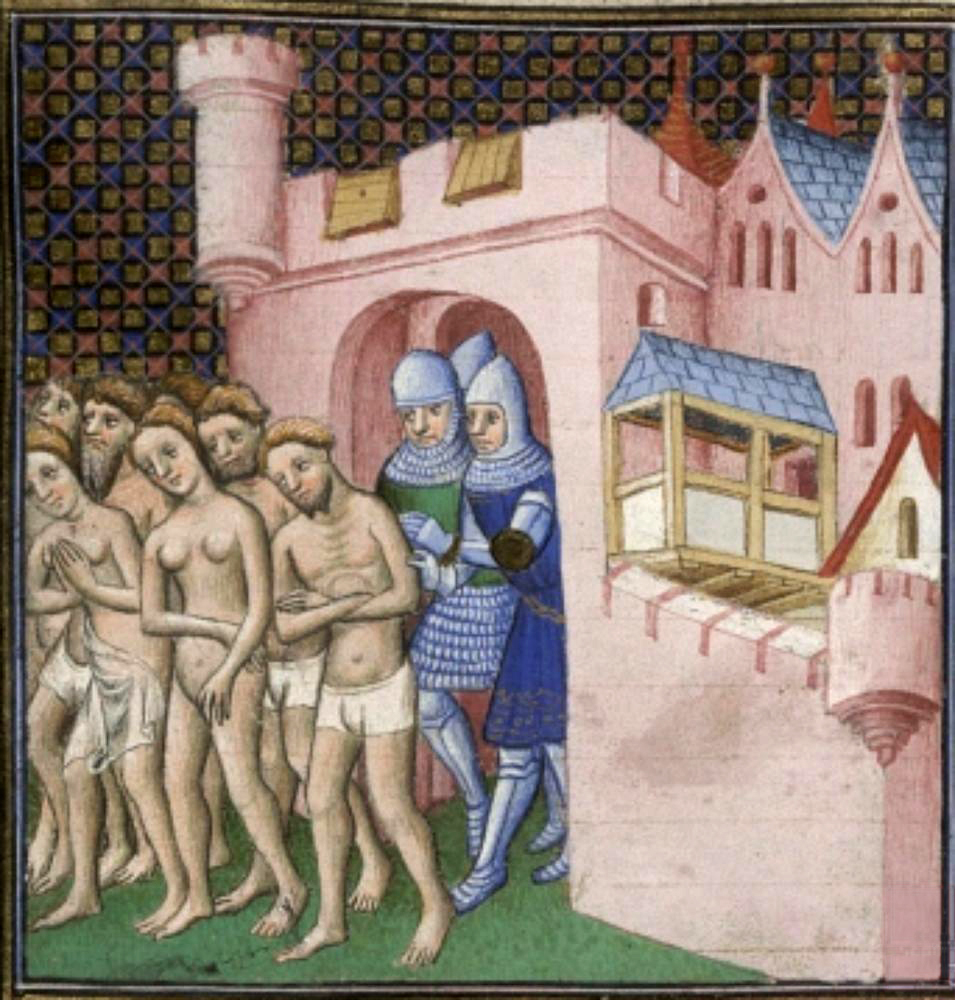
Vertreibung der Katharer aus Carcassonne (mittelalterliche Miniatur)

Das nächste Ziel war Carcassonne, wo die Kreuzritter am 1. August 1209 eintrafen. Die Stadt war mit Flüchtlingen überfüllt. Nach zweiwöchiger Belagerung bot sie ihre Kapitulation an. Als die Kreuzritter die Stadt eroberten, waren fast alle Einwohner durch unterirdische Gänge in die umliegenden Wälder geflohen. Von den verbliebenen 500 Einwohnern, vor allem Greise, Kranke und Kinder, durften 100 die Stadt nackt, nur mit ihren Sünden beladen, verlassen, die anderen 400 wurden verbrannt oder gehängt. Nach dem Fall Carcassonnes wurde Simon IV. de Montfort von den Kreuzrittern zum Vicomte („Vizegraf“) von Béziers und Carcassonne und zum militärischen Anführer des Kreuzzugs gewählt.
Nach der Eroberung Carcassonnes ergaben sich mehrere Städte der Region. Albi, Castelnaudary, Castres, Fanjeaux, Limoux, Lombers und Montréal fielen an die Kreuzzugstruppen. Simon IV. de Montfort, der das Unternehmen nun von Carcassonne aus leitete, hatte in den Folgejahren immer wieder mit einem Mangel an Kreuzrittern zu kämpfen. Die Städte, die noch Widerstand leisteten, wurden dennoch weiter angegriffen. 1210 ergab sich nach langer Belagerung die Stadt Minerve. Die etwa 400 katharischen Einwohner, die sich weigerten zu konvertieren, wurden verbrannt. Als auch Termes im Dezember fiel, gab es nur noch wenige widerstrebende Städte. Durch ihr brutales Vorgehen hatten die Kreuzritter viele der ursprünglich noch dem Papst loyal gesinnten Adligen gegen sich aufgebracht. Raimund VI. von Toulouse hatte seinen Willen zur Zusammenarbeit mit den Päpstlichen aufgekündigt und war erneut exkommuniziert worden. In seinem Gefolge rebellierten viele der bereits eroberten Städte neuerlich.
Ab 1211 konzentrierte sich der Kreuzzug auf Kämpfe zwischen den Kreuzrittern und den Männern Graf Raimunds VI. Die Stadt Lavaur wurde am 3. Mai 1211 eingenommen. Am 12. September 1213 schlug Simon IV. de Montfort, der mittlerweile etliche eroberte Gebiete als Lehen erhalten hatte, ein militärisches Großaufgebot unter der Führung Raimunds VI. und seines Schwagers, König Peters II. von Aragon, in der Schlacht bei Muret; Peter fand in der Schlacht den Tod. Raimund VI. musste 1214 nach England fliehen, kehrte jedoch 1217 mit großem Gefolge und unter dem Jubel der Bevölkerung wieder zurück nach Toulouse. Eine darauf von Simon IV. de Montfort angestrengte Belagerung der Stadt endete am 25. Juli 1218, nachdem Simon durch einen Steinschleuderschuss getötet worden war. Seine Nachfolge trat sein Sohn Amalrich von Montfort an.
1216 war auch Papst Innozenz III. gestorben, sein Nachfolger wurde Honorius III. Im Folgejahr 1219 wurde Toulouse neuerlich erfolglos durch den Sohn des französischen Königs Philipp II., Prinz Ludwig, belagert.
In den frühen 1220er Jahren verschlechterten sich die Erfolgsaussichten für den Albigenserkreuzzug rapide. Es mangelte an Kreuzrittern, Eroberungen gingen verloren und die Katharer wagten sich wieder an die Öffentlichkeit. Nach dem Tod Graf Raimunds VI. von Toulouse im Jahr 1222 übernahm dessen Sohn Raimund VII. die Führung des Widerstandes. Die ungünstige Situation veranlasste Amalrich von Montfort schließlich, Okzitanien 1224 zu verlassen. Seine Besitzungen in den eroberten Gebieten verkaufte er dem nunmehrigen König von Frankreich, Ludwig VIII.
1226 führte der französische König einen neuerlichen Angriff in Südfrankreich. Offiziell stand dieser Krieg immer noch im Rahmen des vom Papst ausgerufenen Kreuzzuges, wobei die Interessen des Königs jedoch vorrangig in der Einverleibung der südfranzösischen Provinzen lagen. Zwar starb Ludwig noch im selben Jahr, der Krieg wurde jedoch von seinem Sohn Ludwig IX. auch 1227 unvermindert fortgesetzt. 1228 gab Graf Raimund VII. von Toulouse nach einem zermürbenden und zerstörerischen Krieg von fast 20 Jahren den Widerstand auf. Am 12. April 1229 schloss er den Vertrag von Paris mit der französischen Krone. Darin wurde die Eingliederung Okzitaniens in den französischen Staat besiegelt, Raimund VII. musste große Gebietsverluste hinnehmen. Ebenfalls 1229 fand in Toulouse eine kirchliche Synode statt, die sich mit dem weiteren Vorgehen gegen die Katharer befasste. Damit war der Albigenserkreuzzug offiziell beendet.
Einen anschaulichen Augenzeugenbericht über die ersten Jahre des Albigenserkreuzzuges liefert Peter von Vaux-de-Cernay, in deutscher Übersetzung von Sollbach (siehe unten: Literatur).

## Folgen
Beginnend ab dem Ende des Albigenserkreuzzuges wurde Okzitanien mit seiner bis dahin recht eigenständigen Kultur in das Königreich Frankreich eingegliedert. Im Jahr 1271 fiel die Grafschaft Toulouse unter die direkte Herrschaft des französischen Königs, behielt aber bis 1779 einige Sonderrechte. Der kulturelle Gegensatz von Nord und Süd prägt Frankreich auch heute noch in gewissem Maße.
Das von den Päpsten ursprünglich verfolgte Ziel der Vernichtung der Katharer war jedoch mit dem Ende dieses Ketzerkreuzzuges nicht erreicht. Diese Aufgabe übernahm nun die Inquisition, die ab 1229 erstmals flächendeckend in der Diözese Toulouse zum Einsatz kam. Die Inquisition und weitere militärische Feldzüge vernichteten schließlich die Katharer bis zum Ende des 13. Jahrhunderts.